# Add a kezed (film)
Az Add a kezed (Illés Show) zenés magyar film, mely 1972-ben készült Sándor Pál rendezésében. A felvételek a Budapest VIII. kerületében, egy bontás előtt álló Práter utcai bérházban készültek. A MOKÉP videókazettán adta ki.

## Szereplők

### Az Illés együttes
- Szörényi Levente
- Szörényi Szabolcs
- Bródy János
- Illés Lajos
- Pásztory Zoltán

### További szereplők
- Koncz Zsuzsa

## A film dalai
- Kislány, add a kezed
- Szemétdomb
- A szó veszélyes fegyver
- Nekem oly mindegy
- Jelbeszéd
- Ne gondold
- Virágének
- Mondd el, ha látod őt
- A tanárnő
- Emlék M.-nek

## Külső hivatkozások
- A film. YouTube